# Strathfield (LGA)
Municipality of Strathfield is een Local Government Area (LGA) in Australië in de staat New South Wales en behoort tot de agglomeratie van Sydney. Municipality of Strathfield telt 104.955 inwoners. De hoofdplaats is Strathfield.